# Tổng tham mưu trưởng Quân đội nhân dân Việt Nam
Tổng tham mưu trưởng Quân đội nhân dân Việt Nam là một chức vụ cao cấp trong Quân đội nhân dân Việt Nam, đứng đầu Bộ Tổng tham mưu (thuộc Bộ Quốc phòng), có chức trách tổ chức lực lượng, chỉ huy và điều hành các hoạt động quân sự quân đội. Đồng thời kiêm chức vụ Thứ trưởng Bộ Quốc phòng (từ 1978). Ngoài ra, Tổng tham mưu trưởng còn giữ nhiệm vụ tham mưu cho Quân ủy Trung ương và Bộ trưởng Quốc phòng về mặt quản lý nhà nước và chỉ huy quân đội.

## Bổ nhiệm, miễn nhiệm
Theo Luật Sĩ quan Quân đội nhân dân Việt Nam sửa đổi, bổ sung năm 2014 tại Điều 15 thì chức vụ Tổng Tham mưu trưởng có cấp bậc quân hàm cao nhất là Đại tướng. Tại Điều 25, thẩm quyền quyết định đối với sĩ quan thì Chủ tịch nước có quyền bổ nhiệm, miễn nhiệm, cách chức Tổng Tham mưu trưởng .

## Tiêu chuẩn chức danh
Theo Quy định số 89-QĐ/TW ngày 19 tháng 12 năm 2017 của Ban Chấp hành Trung ương Đảng, tại Phụ lục 1, Mục I, Tiểu mục 3 và tại Điều 4, Điều 13 thì chức danh Tổng Tham mưu trưởng có thời hạn giữ chức vụ là 5 năm và thuộc diện thẩm quyền Bộ Chính trị quản lý, đánh giá, bố trí, giới thiệu ứng cử, chỉ định; quy hoạch, đào tạo, bồi dưỡng; điều động, luân chuyển, bổ nhiệm, miễn nhiệm, cho thôi giữ chức, đình chỉ chức vụ; khen thưởng, kỷ luật.
Các đồng chí giữ chức vụ Tổng Tham mưu trưởng thường kiêm nhiệm chức danh Thứ trưởng Bộ Quốc phòng và giữ các chức danh trong Đảng là Ủy viên Trung ương Đảng, Ủy viên Thường vụ Quân ủy Trung ương.
Theo Quy định số 89-QĐ/TW ngày 4 tháng 8 năm 2017 và Quy định số 90-QĐ/TW ngày 4 tháng 8 năm 2017 của Ban Chấp hành Trung ương Đảng thì tiêu chuẩn chung của chức danh Tổng Tham mưu trưởng bao gồmː
1. Về chính trị tư tưởngː Trung thành với Tổ quốc, Nhà nước. Lập trường bản lĩnh chính trị vững vàng.[4]
2. Về đạo đức, lối sốngː Mẫu mực, trung thực, khiêm tốn, chân thành, cần, kiệm, liêm chính, chí công vô tư.[4]
3. Về trình độː Tốt nghiệp đại học trở lên (chuyên về lĩnh vực quân sự).[4]
4. Về năng lực và uy tínː Có tư duy đổi mới, tầm nhìn chiến lược; phương pháp làm việc khoa học; nhạy bén chính trị; có năng lực cụ thể hóa và lãnh đạo, chỉ đạo, tổ chức thực hiện có hiệu quả. Là hạt nhân quy tụ được cán bộ, đảng viên, quần chúng nhân dân tin tưởng, tín nhiệm cao.[4]
5. Sức khỏe, độ tuổi và kinh nghiệmː Đủ sức khỏe, đã kinh qua và hoàn thành tốt chức trách, nhiệm vụ của chức danh lãnh đạo, quản lý chủ chốt cấp dưới trực tiếp ở đây; có nhiều kinh nghiệm thực tiễn. Theo quy định của Đảng, độ tuổi bổ nhiệm từ 35 tuổi và không quá 60 tuổi[4]
6. Về cấp bậc quân hàm: từ Trung tướng Quân đội hoặc Phó Đô đốc trở lên. [4]

Theo Nghị quyết số 26-NQ/TW ngày 19/5/2018 tại phần III, mục 2 có quy định cán bộ lãnh đạo chủ chốt cấp trên phải kinh qua vị trí chủ chốt cấp dưới. Cơ cấu tổ chức của Bộ Quốc phòng gồm có Bộ Tổng Tham mưu, Tổng cục Chính trị, các Quân khu, các Quân chủng, các Tổng cục, Bộ đội Biên phòng, Cảnh sát biển, như vậy để được bổ nhiệm chức danh Tổng Tham mưu trưởng thì phải kinh qua cấp dưới chủ chốt trực tiếp hay từng giữ các chức vụ đó là Phó Tổng Tham mưu trưởng, Tư lệnh Quân khu, Tư lệnh Quân chủng.

## Nhiệm vụ
Tổng tham mưu trưởng là người đứng đầu Bộ Tổng tham mưu, chịu trách nhiệm trước Quốc hội, Chủ tịch nước, Chính phủ, Thủ tướng Chính phủ về toàn bộ hoạt động của Bộ Tổng tham mưu và có trách nhiệm:
- Tổ chức thực hiện những công việc thuộc thẩm quyền quy định trong Hiến pháp
- Tổ chức thực hiện những công việc được Chủ tịch nước, Quốc hội, Thủ tướng Chính phủ, Bộ trưởng Bộ Quốc phòng giao hoặc ủy quyền
- Tổ chức thực hiện chức năng, nhiệm vụ quản lý nhà nước theo quy định
- Tổ chức thực hiện Quy chế thực hiện dân chủ trong hoạt động của Bộ Tổng tham mưu
- Tham mưu cho Quân ủy Trung ương và Bộ trưởng Quốc phòng về mặt quản lý nhà nước và chỉ huy quân đội
- Phụ trách chỉ đạo khối các Quân khu, Quân đoàn, Học viện, Nhà trường

## Quyền hạn
- Nâng bậc lương và phiên quân hàm quân nhân chuyên nghiệp cấp Thượng tá.
- Điều động quân nhân chuyên nghiệp, công nhân viên chức quốc phòng, hạ sĩ quan chiến sĩ từ đơn vị này sang đơn vị khác thuộc Bộ Quốc phòng.
- Chuyển chế độ phục vụ tại ngũ từ công nhân viên chức quốc phòng, hạ sĩ quan chiến sĩ sang quân nhân chuyên nghiệp hoặc ngược lại.

## Tổng tham mưu trưởng qua các thời kỳ
| STT | Chân dung | Họ và tên                        | Thời gian đảm nhiệm    | Quân hàm khi bổ nhiệm | Quân hàm cao nhất | Quân chủng               | Ghi chú                                                            |
| --- | --------- | -------------------------------- | ---------------------- | --------------------- | ----------------- | ------------------------ | ------------------------------------------------------------------ |
| 1   |           | Hoàng Văn Thái (1915 – 1986)     | 1945 – 1953            | Thiếu tướng           | Đại tướng         | Lục quân                 | Tổng Tham mưu trưởng đầu tiên                                      |
| 2   |           | Văn Tiến Dũng (1917 – 2002)      | 1953 – 1978            | Thiếu tướng           | Đại tướng         | Lục quân                 | Thăng quân hàm vượt cấp từ Thiếu tướng lên Thượng tướng (năm 1959) |
| 3   |           | Lê Trọng Tấn (1914 – 1986)       | 1978 – 1986            | Thượng tướng          | Đại tướng         | Lục quân                 | "Tướng đánh trận giỏi nhất Việt Nam"                               |
| 4   |           | Lê Đức Anh (1920 – 2019)         | 1986 – 1987            | Đại tướng             | Đại tướng         | Lục quân                 | Chủ tịch nước Cộng hòa Xã hội Chủ nghĩa Việt Nam (1992–1997)       |
| 5   |           | Đoàn Khuê (1923 – 1999)          | 1987 – 1991            | Thượng tướng          | Đại tướng         | Lục quân                 | Bộ trưởng Bộ Quốc phòng (1991–1997)                                |
| 6   |           | Đào Đình Luyện (1929 – 1999)     | 1991 – 1995            | Thượng tướng          | Thượng tướng      | Phòng không – Không quân |                                                                    |
| 7   |           | Phạm Văn Trà (1935–)             | 1995 – 1997            | Trung tướng           | Đại tướng         | Lục quân                 | Bộ trưởng Bộ Quốc phòng (1997–2006)                                |
| 8   |           | Đào Trọng Lịch (1939 – 1998)     | 1997 – 1998            | Thiếu tướng           | Trung tướng       | Lục quân                 | Tử nạn năm 1998                                                    |
| 9   |           | Lê Văn Dũng (1945–)              | 1998 – 2001            | Trung tướng           | Đại tướng         | Lục quân                 | Chủ nhiệm Tổng cục Chính trị (2001–2011)                           |
| 10  |           | Phùng Quang Thanh (1949–2021)    | 2001 – 31/8/2006       | Trung tướng           | Đại tướng         | Lục quân                 | Bộ trưởng Bộ Quốc phòng (2006–2016)                                |
| 11  |           | Nguyễn Khắc Nghiên (1951 – 2010) | 31/8/2006 – 22/12/2010 | Trung tướng           | Thượng tướng      | Lục quân                 | Qua đời năm 2010                                                   |
| 12  |           | Đỗ Bá Tỵ (1954–)                 | 22/12/2010 – 17/5/2016 | Trung tướng           | Đại tướng         | Lục quân                 | Phó Chủ tịch Quốc hội (2016–2021)                                  |
| 13  |           | Phan Văn Giang (1960–)           | 17/5/2016 – 31/5/2021  | Trung tướng           | Đại tướng         | Lục quân                 | Bộ trưởng Bộ Quốc phòng (2021–nay)                                 |
| 14  |           | Nguyễn Tân Cương (1966–)         | 31/5/2021– nay         | Thượng tướng          | Đại tướng         | Lục quân                 |                                                                    |
| 15  |           |                                  |                        |                       |                   |                          |                                                                    |

## Tổng số Tổng Tham mưu trưởng Quân đội nhân dân Việt Nam theo quân chủng
- Lục quân: 13
- Không quân: 1
- Hải quân: 0
- Cảnh sát biển: 0
- Biên phòng: 0